# Prefettura autonoma tibetana di Huangnan
La prefettura autonoma tibetana di Huangnan (in cinese: 黄南藏族自治州, pinyin: Huángnán Zàngzú Zìzhìzhōu; in tibetano: རྨ་ལྷོ་བོད་རིགས་རང་སྐྱོང་ཁུལ་, Wylie: Rma-lho Bod-rigs rang-skyong-khul) è una prefettura autonoma della provincia del Qinghai, in Cina.

## Suddivisioni amministrative
- Contea di Tongren
- Contea di Jainca
- Contea di Zêkog
- Contea autonoma mongola di Henan